# Kirgisische Davis-Cup-Mannschaft
Die kirgisische Davis-Cup-Mannschaft ist die Tennisnationalmannschaft Kirgisistans.

## Geschichte
2002 nahm Kirgisistan erstmals am Davis Cup teil. Dabei kam die Mannschaft noch nie über die Asien/Ozeanien-Gruppenzone III hinaus. Bester Spieler ist Ruslan Eshmuhamedov mit 9 Siegen bei insgesamt 11 Teilnahmen. Rekordspieler mit 12 Teilnahmen ist Ernest Batirbekov.